# 양범 (배우)
양범(중국어 간체자: 杨帆, 정체자: 楊帆, 병음: Yáng Fān 양판[*], 1986년 4월 14일 ~ )은 중국 출신의 배우이다.

## 학력
- 중앙대학교 대학원 연극학과
- 중앙대학교 연극영화과 학사

## 출연작

### 영화
- 《시민덕희》 (2024년) - 첸 역
- 《미션 파서블》 (2021년) - 따롱 역
- 《대역전》 (2016년) - 이지우 역
- 《인천상륙작전》 (2016년) - 함광석 역
- 《폴라로이드》 (2015년) - 양밍 역
- 《분신사바 2》 (2014년) - 홍뤠이 역
- 《위험한 관계》 (2015년) - 사복경찰 양경림 역

### 드라마
- 《싱글와이프》 (드라맥스 & UMAX, 2017년) - 홍콩 바이어 역
- 《피리부는 사나이》 (tvN, 2016년) - 청즈 역
- 《천재팽마과》 (중국 HunanTV, 2012년)
- 《경마장》 (중국 CCTV8, 2012년)